# 13684 Borbona
13684 Borbona eller 1997 QQ2 är en asteroid i huvudbältet som upptäcktes den 27 augusti 1997 av den italienske astronomen Vincenzo Silvano Casulli vid Colleverde-observatoriet. Den är uppkallad efter Borbona i Italien.
Asteroiden har en diameter på ungefär 17 kilometer.